# 남거창 나들목
남거창 나들목(S.Geochang IC)은 경상남도 거창군 신원면 과정리에 설치될 예정인 함양울산고속도로의 교차로이다. 2026년 12월에 개통될 예정이다.

## 역사
기본 설계 당시에는 반영되지 않았던 나들목으로, 함양울산고속도로가 거창군 지역을 통과함에도 불구하고 나들목 설치가 따로 반영되지 않았다. 이를 알게 된 거창군에서 '우리군을 통과하는 고속도로에 거창을 진출입할 수 있는 나들목이 설치되지 않는다면 지역주민의 통행불편은 물론이고 도로개설의 목적에도 부합하지 않는다'면서 나들목을 추가로 설치하는 계획안이 설계에 반영되도록 중앙부처와 사업시행자인 한국도로공사를 대상으로 꾸준히 건의하여 2009년 5월 기본설계에 반영되어 설치하게 되었다.
- 2017년 6월 19일 : 2026년까지 나들목 신설을 위해 거창군 도시계획시설 교통광장에 신원면 과정리 일원을 남거창 나들목으로 고시[2]

## 구조물 정보
- 위치 : 경상남도 거창군 신원면 과정리

## 접속하는 노선
- 지방도 제1034호선 (청수로)
- 간접연결 : 국도 제59호선 (신차로, 과정삼거리 이용)